# Bø (Nordland)
68°37′5″N 14°27′17″Ø / 68.61806°N 14.45472°Ø
 Ikke at forveksle med Bø. i Telemark
Bø er en kommune i Nordland. Kommunen ligger på den vestlige del af Langøya, og regnes som en del af landskapet Vesterålen. Den har grænse i øst til Sortland og i nordøst til Øksnes.

## Kultur
Forfatteren Regine Normann var ligesom komponisten Ketil Vea fra Bø . Kommunen er deltager i Skulpturlandskab Nordland med skulpturen Manden fra havet.

## Ændringer af kommunegrænser
Bø kommune har haft få ændringer af kommunegrænserne. 1. januar 1866 blev en lille del af Øksnes kommune med 40 indbyggere overført til Bø. 1. januar 1964 blev Kråkberget kreds og områder på halvøen nord for Kråkberget overført fra Øksnes til Bø. Dette område havde 271 indbyggere.